# Мюллер, Джин (астроном)
Джин Мюллер (англ. Jean Mueller; род. 1950) — американский астроном и первоткрыватель комет, малых планет и большого числа сверхновых звёзд в Паломарской обсерватории в Калифорнии.

## Научная карьера
В 1983 году она стала первой женщиной, которая управляла историческим телескопом Хукера обсерватории Маунт-Вилсон и стала первой женщиной, нанятой оператором телескопа в Паломарскую обсерваторию в 1985 году.
Второй Паломарский обзор (POSS II) был начат в августе 1985 года, когда первая из 14-дюймовых фотографических стеклянных пластин была снята с телескопа имени Самуэля Ошина (тогда называемого 48-дюймовой камерой Шмидта). Джин Мюллер была нанята ночным ассистентом (англ. 48-Inch Night Assistant) в июле того же года и всё это время работала наблюдателем и оператором телескопа. Она взяла более 5500 фотопластинок и имела честь установить в телескоп и снять последнюю пластину с исторической камеры Шмидта 3 июня 2000 года, а также в ту же ночь обнаружила свою последнюю сверхновую, 2000cm.
Джин Мюллер провела сотни часов (в свободное время), сканируя пластины POSS II под большим увеличением в поисках комет, быстро движущихся астероидов и сверхновых звёзд на X/Y-платформе, которая удерживала стеклянные пластины толщиной 1 мм. Мюллер иногда отмечала более сотни галактик, записанных на одной пластине POSS II, для поиска кандидатов в сверхновые. Затем она сравнивала эти пластины с фотопластинками тех же участков неба первого Паломарского обзора (POSS I). Все свои открытия Джин Мюллер совершила в годы работы над проектом POSS II.

## Открытия
| (4257) Убасти                                         | 23 августа 1987 г. |
| (4558) Джейнсик[1]                                    | 12 июля 1988 г.    |
| (6569) Ондатже                                        | 22 июня 1993 г.    |
| (9162) Квиила                                         | 29 июля 1987 г.    |
| (11028) 1987 UW                                       | 18 октября 1987 г. |
| (11500) Томайёвит[2]                                  | 28 октября 1989 г. |
| (12711) Тукмит                                        | 19 января 1991 г.  |
| 16465 Basilrowe                                       | 24 марта 1990 г.   |
| 19204 Джошуатри                                       | 21 июня 1992 г.    |
| 24658 Misch                                           | 18 октября 1987 г. |
| (360191) 1988 TA [3]                                  | 5 октября 1988 г.  |
| (408752) 1991 TB2                                     | 3 октября 1991 г.  |
| (412976) 1987 WC                                      | 21 ноября 1987 г.  |
| 1. с А. Мори 2. с Джей Ди Менденхоллом 3. с Дж. Финни |                    |

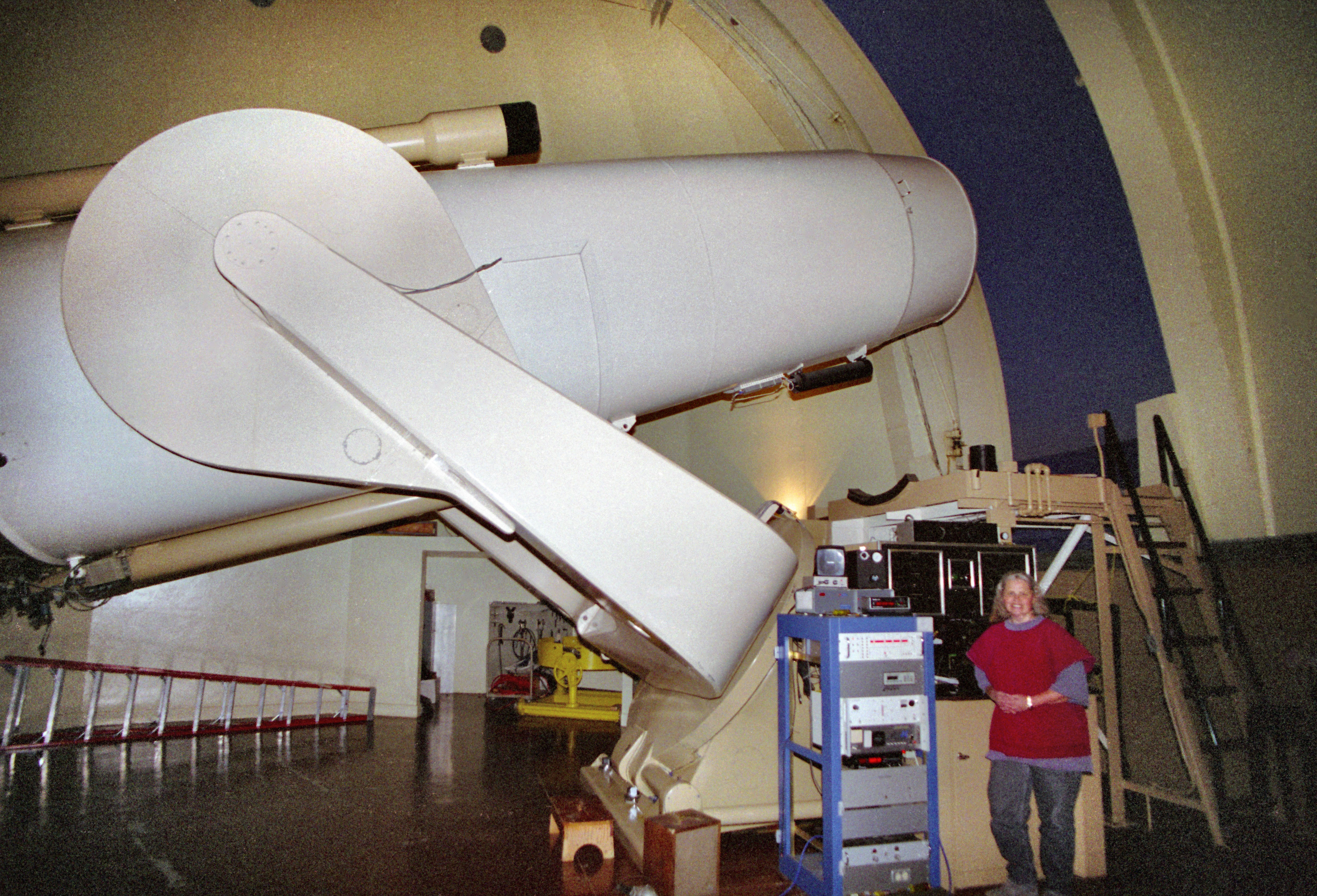
Джин Мюллер на фоне телескопа им. Самуэля Ошина

Работая в Паломарской обсерватории, она открыла в общей сложности 15 комет, в том числе 7 периодических комет 120P/Мюллера, 131P/Мюллера, 136P/Мюллера, 149P/Мюллера, 173P/Мюллера, 188P/LINEAR — Мюллера, 190P/Мюллера и 8 непериодических комет.
Центр малых планет приписывает ей открытие 13 нумерованных малых планет в течение 1987—1993 годов, в том числе нескольких объектов, сближающихся с Землёй, таких как астероиды группы Аполлона (4257) Убасти, (9162) Квиила и (12711) Тукмит и астероид группы Амуры (6569) Ондатже.
Мюллер также открыла 107 (9 из которых внесены в список совместных открытий) сверхновых.

Внутренний астероид главного пояса семейства Венгрия, (4031) Мюллер, был назван в честь Джин Мюллер за её астрономические открытия. Обнаруженный 12 февраля 1985 года Кэролин Шумейкер в Паломарской обсерватории с помощью 18-дюймовой камеры Шмидта, он первоначально был обозначен как 1985 CL. Официальный циркуляр был опубликован Центром малых планет 12 декабря 1989 года (M.P.C. 15576).

Джин Мюллер — советник сообщества Meade 4M Community, которое поддерживает её информационную деятельность.